# Marigny-Chemereau
Marigny-Chemereau – miejscowość i gmina we Francji, w regionie Nowa Akwitania, w departamencie Vienne.
Według danych na rok 1990 gminę zamieszkiwało 358 osób, a gęstość zaludnienia wynosiła 31 osób/km² (wśród 1467 gmin regionu Poitou-Charentes Marigny-Chemereau plasuje się na 664. miejscu pod względem liczby ludności, natomiast pod względem powierzchni na miejscu 752.).